# Cladophora
Genre
Cladophora est un genre d'algues vertes de la famille des Cladophoraceae, appelé communément « Cladophore ». Les espèces de ce genre sont parfois envahissantes mais de nombreux invertébrés et quelques vertébrés peuvent les exploiter.
La pullulation de cladophores est considérée comme bioindicatrice d’une pollution organique ou minérale.

## Détermination, taxonomie

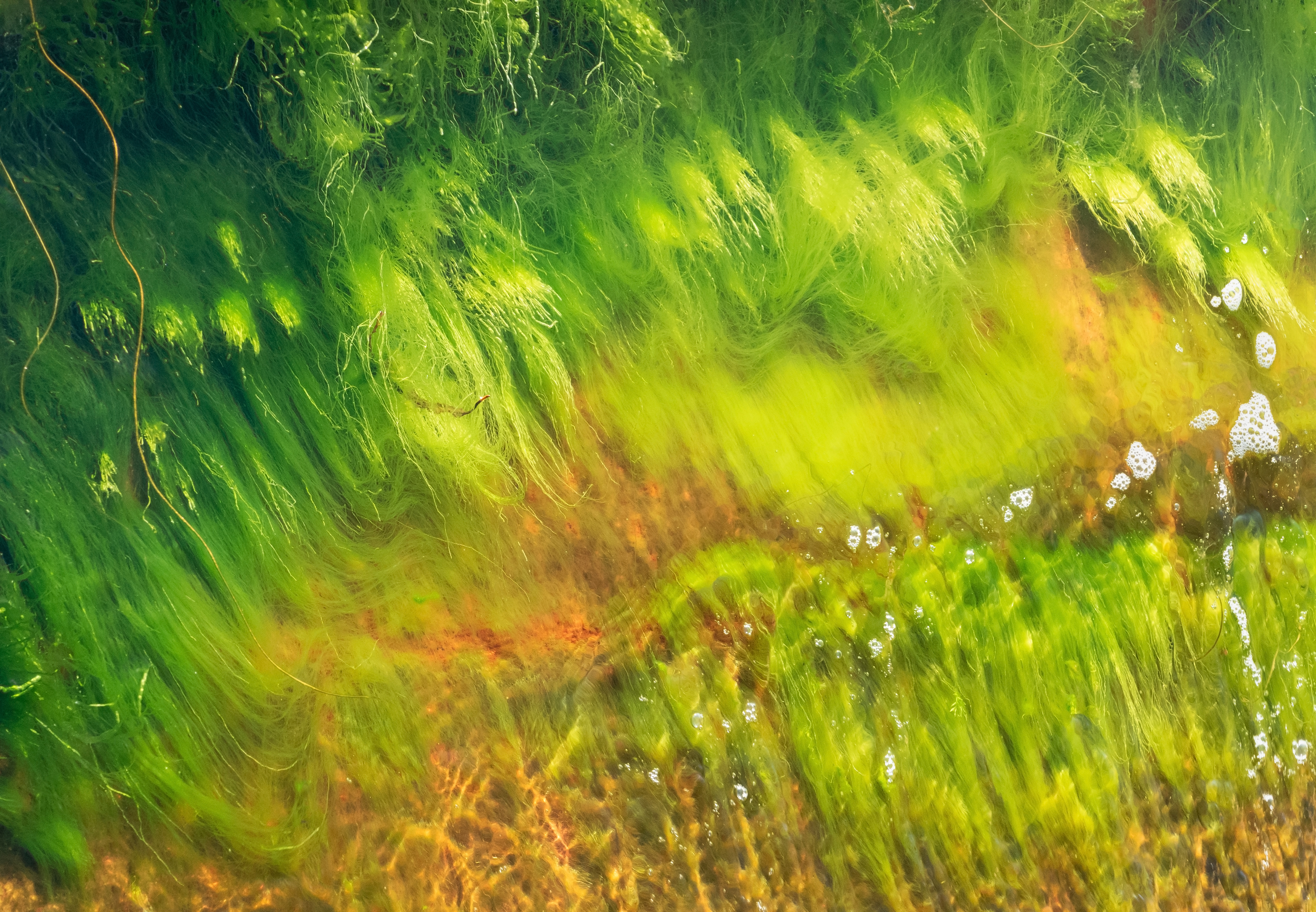
Cladophora glomerata dans une vague, accompagné de quelques ulva intestinalis et un chorda filum, sur un bateau rouillé, à Lysekil (commune) en Suède. Juin 2018.

Leur détermination est délicate, car, au sein du genre, les critères quantitatifs, tels que la taille des cellules apicales, ne sont pas vraiment fixes et se chevauchent entre espèces. Une méthode consiste à mettre en culture simultanée des taxons connus et les échantillons récoltés sur le terrain dans des conditions de culture identiques afin d'éliminer les variations morphologiques écotypiques.
Deux des principaux caractères sont le nombre de ramifications (rares à profuses selon l'espèce) et le développement de la croissance intercalaire et apicale, mais, là aussi, il existe un certain degré de variation morphologique intraspécifique. En outre, des détails structuraux tels que la forme, la disposition et le nombre des chloroplastes (par exemple de Cladophora glomerata) sont également susceptibles de fortes variations intraspécifiques selon l'intensité lumineuse du milieu où la plante a vécu, qui dépend aussi de l'ensoleillement et de la turbidité de l'eau, deux facteurs eux-mêmes variables).
Ce genre comporte près de 200 espèces, dont 9 dulçaquicoles. Le genre Rhizoclonium, très proche, appartient à la même famille. Il se différencie par un taux de ramification très faible à presque nul et un moindre nombre de noyaux.

## Répartition
Ce genre a une large répartition, des zones arctiques à des zones tropicales ou désertiques.

## Habitat
L’habitat varie selon les espèces : eau agitée ou calme ; substrat rocheux, sablonneux ou argileux ; eau de mer, eau douce ou eau saumâtre.
Cette espèce ubiquiste peut être observée (souvent conjointement ou en alternance spatiale ou temporelle avec Vaucheria sp.) sur des substrats durs et pérennes (où son rhizoïde peut persister et régénérer des colonies plusieurs années de suite), dans les cours d'eau naturels et les canaux, les fossés de drainage ou d'irrigation, les mares agricoles, les étangs ou les lacs, surtout dans des eaux alcalines et dures, et donc dans des zones calcaires, marneuses et marno-calcaires, souvent eutrophes ou dystrophes parce que parmi les plus utilisées par l'agriculture intensive et l'élevage). 
Son habitat préféré semble être les eaux courantes, très éclairées (sans ripisylves) et peu profondes ; mais, elle peut être présente dans les zones peu éclairées et à courte photopériode et produire des zoospores qui s'épanouiront en aval ou à proximité dans des zones ensoleillées. 
Plus rarement, une forme encroûtante en coussinets est observée sur les roches et substrats durs et pérennes en profondeur, sans proliférations.

## Morphologie

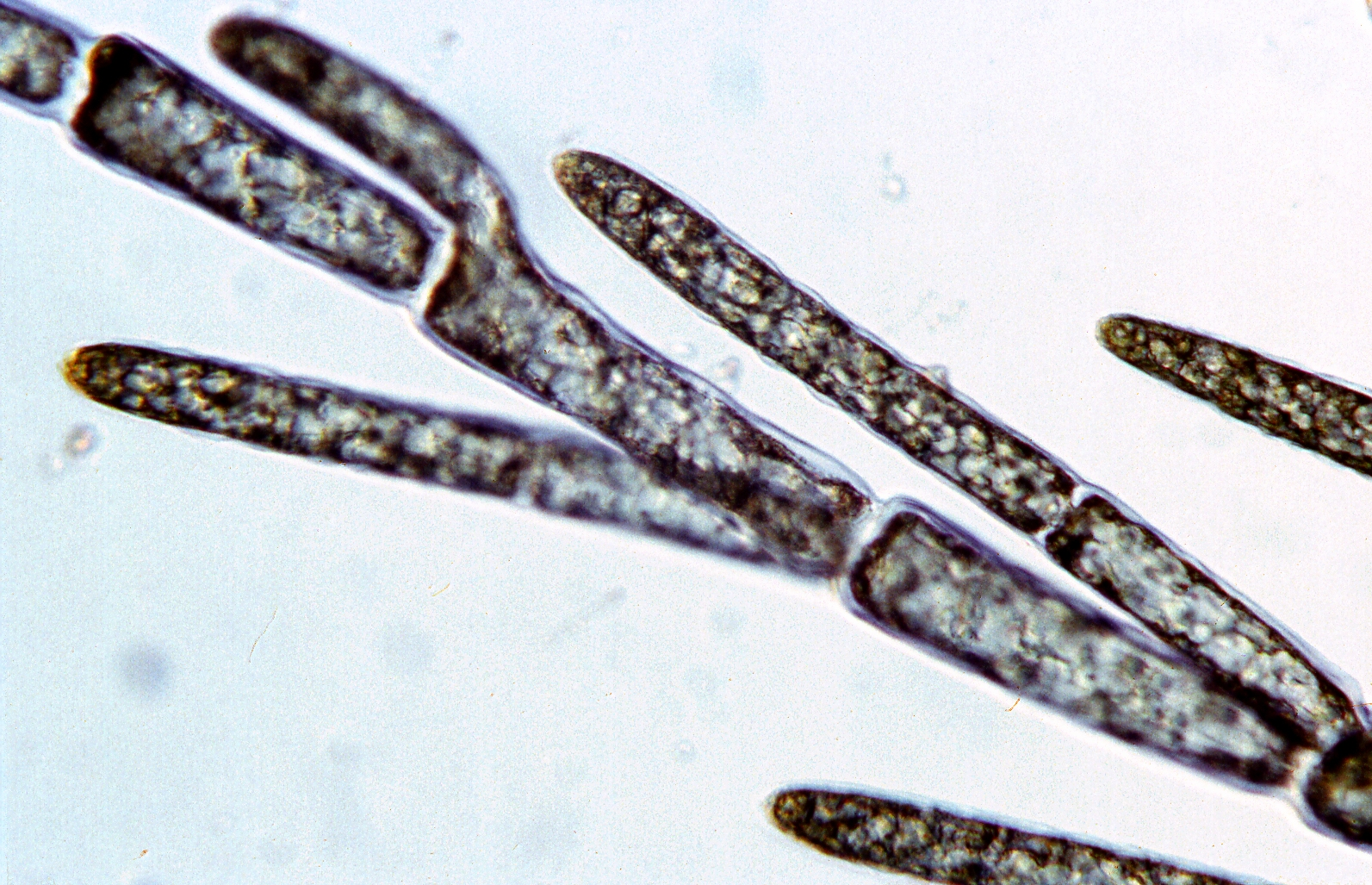
Détail des ramifications des filaments à une seule file de cellule.

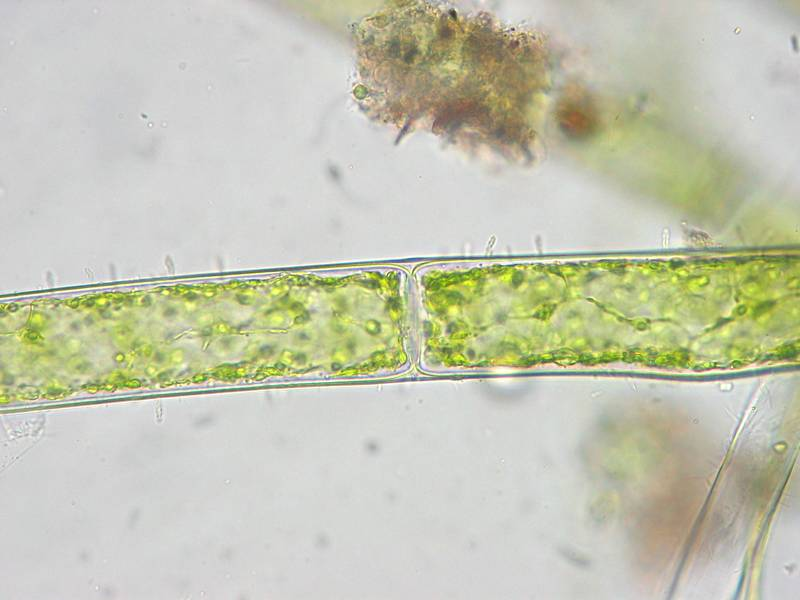
Détail du chloroplaste réticulé.

Ce sont des algues filamenteuses toujours ramifiées mais plus ou moins selon les espèces. Les filaments qui croissent grâce à des multiplications cellulaires pouvant avoir lieu aussi bien au cœur du filament qu'à son extrémité. 
Chaque filament est constitué d'une file unique de cellules cylindriques de grande taille (visibles à la loupe), longues, à nombreux noyaux et à chloroplastes réticulés. Ces chloroplastes contiennent souvent des pyrénoïdes lenticulaires encadrés de chaque côté par un grain d’amidon concaves. 
Les espèces fixées le sont, selon l'espèce considérée, soit grâce à des rhizoïdes ramifiés, soit par de simples « crampons » de forme discoïdale.

## Reproduction
Leur cycle de vie est saisonnier digénétique haplodiplophasique, c'est-à-dire qu'il présente une alternance bimodale entre une forme gamétophyte, productrice de gamètes, et une forme sporophyte, productrice de spores. 
Cependant, chez certaines espèces, les gamètes n'ont jamais été observés et la reproduction semble uniquement ou essentiellement  asexuée, assurée par trois moyens : les spores, la fragmentation du thalle ou une reprise à partir des rhizoïdes. 
Les spores sont bi- ou quadriflagellées, alors que les gamètes sont biflagellés et identiques entre eux (isogamie à gamètes à 2 fouets).
La zoosporogénèse a été étudiée chez Cladophora glomerata ; elle est stimulée par une température élevée, une réduction de la photopériode, ainsi qu'une limitation en vitamines, situation qui peut apparaître en cas de forte densité de filaments, source de réchauffement superficiel la journée et d'auto-ombrage pour la base de la masse d'algue. Lors de cette période de reproduction, une lyse des cellules-mères et un déclin temporaire de la masse algale sont observés.
Quelques espèces de Cladophore forment des akinètes, mais en réponse à des stimuli encore inconnus (en 1997).
Les rhizoïdes ramifiés multicellulaires sont réputés être des cellules mortes, mais semblent aussi être des structures de résistance, d'où de nouvelles pousses peuvent croître, même après un dessèchement temporaire (avec alors une reprise diminuée ou ralentie).
Là où il y a du courant des brins de cladophores se cassent ou se détachent de leurs substrat et sont emportés par le cours d'eau plus en aval, ou peuvent être transportés par un oiseau vers une autre eau. Ce moyen de colonisation passif est important et explique la large et rapide dispersion de l'espèce partout où l'environnement lui convient.
Saisonnalité (en zone tempérée à froide) : 
- en Hiver : inhibition du métabolisme. Une partie de la plante meurt et seuls quelques filaments résiduaires, à paroi épaisse survivent au froid[6].
- au printemps, des « branches » supérieures poussent d'autant plus vite que l'algue est exposée à la pleine lumière et que la température de l'eau dépasse 10 °C[6].
- en été, la croissance est la plus rapide, puis la biomasses algale diminue, ainsi que la croissance végétative au profit de la production de zoospores. Ces derniers sont libérés dans l'eau et s'installent en aval ou à proximité sur des substrats durs où ils génèrent rapidement de nouveaux filaments (qui seront source d'une partie de la biomasse automnale)[6].
- en automne, selon B.A. Whitton (1970) une seconde période d'intense croissance peut se produire [4], puis alors que l'hiver approche, les parties supérieures se détachent alors que les fragments basaux restent fixés[6].

Les akinètes peuvent être produits en toutes saisons, mais ne germeront que quand ils rencontreront les conditions idéales à une croissance végétative.
Les crues printanières, les fortes pluies estivales ou automnales apportant des nutriments ou au contraire responsable d'une trop forte turbidité peuvent sans doute interférer avec les processus de reproduction (Nauleau, 1988). De même que la compétition avec les plantes supérieures pour les nutriments et la lumière joue également (les cladophores semblent par exemple apparaître plus tard en saisons quand elles sont en compétition avec les renoncules aquatiques (Ranunculus sp. connues pour être des espèces à développement précoce.

## Répartition et habitat
La répartition des Cladophora est assez cosmopolite, puisqu'on les trouve dans la plupart des eaux tempérées et tropicales.  Ce pourrait être l'algue la plus omniprésente dans les eaux fraîches du monde entier. Ce taxon très adaptable, qui résiste bien à la pression de broutage est presque toujours benthique « et se trouve souvent dans des zones d'écoulement unidirectionnel de l'eau où dans des zones soumises à l'action périodique des vagues ». Son métabolisme, sa morphologie (polymorphisme élevé) et donc son écologie sont d'ailleurs fortement liées aux conditions hydrodynamiques et à la disponibilité du milieu en azote et phosphore. En mer ce taxon est considéré comme « pionnier » opportuniste.
Les cladophores peuvent devenir temporairement épiphytes sur d’autres espèces de macrophytes : algues marines ou en eau douce : feuilles ou tiges de renoncules aquatiques, de potamots, nénuphars et hélophytes.

## Production de biomasse et pullulations
En situation éclairée, elle peut être très importante (jusqu'à 1 ou 2 k g de poids frais, soit environ 100g/m² (en poids sec)), bien que les cladophores atteignent généralement des taux de recouvrement plutôt moindres (< 70 % de la surface de l'eau) que les Vaucheria sp..
Des pullulations ont pu être associées à un excès de phosphore chez d'autres algues filamenteuses, mais ce n'est pas le cas chez les cladophores pour lesquelles d'autres facteurs semblent en cause, encore mal compris (car elles sont absentes d'eaux eutrophes
et riches en phosphore et parfois présentes en fortes biomasses dans des eaux mésotrophes). Il a été montré que ces cellules peuvent stocker le phosphore, qui peut être sporadiquement présent (à partir de l'urine des bovins ou d'épandages en zone bocagère par exemple). Hormis en cas de sursaturation en phosphore, l'azote ne semble pas être un facteur limitant important, à la différence d'oligoéléments tels que le bore, le zinc ou encore la vitamine B1 et B12.
En pullulant, les cladophores peuvent priver de nombreuses autres espèces de plantes (ex élodée du Canada ou potamot pectiné de lumière et d'espace. 
Quand elles se décomposent, elles libèrent dans le milieu des nutriments et composés solubles qui dégradent la qualité de l'eau et peuvent inhiber la formation de jeunes roseaux.

## Bioindication
Hormis dans certains contextes (sources chaudes et minérales), toute pullulation de Cladophore est considérée comme bioindicatrice de pollutions organiques et/ou minérales. Ces algues sont notamment trouvées en aval de station d'épuration dysfonctionnant.

## Intérêt écosystémiques
En dépit de leurs inconvénients, et quand elles ne pullulent pas les cladophores sont un support intéressant pour plusieurs types d'épiphytes (bactéries et/ou diatomées principalement, qui sont elles-mêmes une source de nourriture plus riche et appétente semble-til que l'algue filamenteuse elle-même, délaissée par la plupart des brouteurs). 
Dans les bassins artificiels dépourvus de branches, bois morts et substrats complexes pour le périphyton, ces algues filamenteuses peuvent donc aussi être considérées comme un habitat de substitution. Leurs thalles sont également un habitat pour quelques micro-organismes et invertébrés benthiques « (larves de chironomes, gammares, mollusques d'eau douce, etc.) ».
1997)

## Liste d'espèces
Selon AlgaeBase (18 avril 2013) :
- Cladophora acrosiphonia J.Agardh (Sans vérification)
- Cladophora acrosperma Kützing
- Cladophora aculeata (Suhr) De Toni
- Cladophora aculeata Kützing
- Cladophora adhaerens Harvey (Sans vérification)
- Cladophora aegaea Kützing (Sans vérification)
- Cladophora aegagropiloidea Hoek & Womersley
- Cladophora aegiceras (Montagne) Kützing
- Cladophora aequalis Zanardini ex Frauenfeld
- Cladophora aeruginosa Hassall (Sans vérification)
- Cladophora afra Kützing
- Cladophora agardhii (Kützing ) Kützing (Sans vérification)
- Cladophora alaskana Collins (Sans vérification)
- Cladophora albida (Nees) Kutzing
- Cladophora allantoides (Montagne) Kützing
- Cladophora alyssoidea Meneghini (Sans vérification)
- Cladophora amplectens Welwitsch ex West & G.S.West (Sans vérification)
- Cladophora anisogona (Montagne) Kützing
- Cladophora aokii Yamada
- Cladophora arbuscula Kjellman
- Cladophora arbuscula Möbius & Reinbold
- Cladophora arctica (Dillwyn) Kützing (Sans vérification)
- Cladophora arechavaletana Hauck (Sans vérification)
- Cladophora arenaria Sakai
- Cladophora aspera (Roth) Kützing (Sans vérification)
- Cladophora atrovirens (Foslie) De Toni (Sans vérification)
- Cladophora aucklandica Rabenhorst
- Cladophora australis Rabenhorst
- Cladophora bainesii Mueller & Harvey ex Harvey
- Cladophora basicladioides C.C.Jao (Sans vérification)
- Cladophora battersii Hoek
- Cladophora beneckei Möbius (Sans vérification)
- Cladophora bengalensis Martens (Sans vérification)
- Cladophora bicolor J.Agardh
- Cladophora binderi Kützing (Sans vérification)
- Cladophora blomquistii Hoek
- Cladophora bombayensis Børgesen
- Cladophora brasiliana G.Martens
- Cladophora breuteliana Rabenhorst (Sans vérification)
- Cladophora breviarticulata Reinbold (Sans vérification)
- Cladophora brevis Noda (Sans vérification)
- Cladophora bryoïdes Kützing
- Cladophora bulbosa Sonder (Sans vérification)
- Cladophora cannabina (Aresch.) Aresch.ex Kützing (Sans vérification)
- Cladophora capensis (C.Agardh) De Toni
- Cladophora cartilaginea (Ruprecht) Harvey (Sans vérification)
- Cladophora catenata (Linnaeus) Kützing
- Cladophora centralis (Lyngbye) Kützing (Sans vérification)
- Cladophora ceylanica Durairatnam
- Cladophora chamissonis (Ruprecht) De Toni (Sans vérification)
- Cladophora chamissonis (Ruprecht) Harvey (Sans vérification)
- Cladophora charoïdes Chauvin
- Cladophora chartacea Grunow
- Cladophora chilensis (Kützing ) Kützing (Sans vérification)
- Cladophora chlorocontracta Hoek
- Cladophora cincinnata (Foslie) De Toni (Sans vérification)
- Cladophora clavata Möbius (Sans vérification)
- Cladophora clavigera Kützing (Sans vérification)
- Cladophora coalita (Ruprecht) Harvey (Sans vérification)
- Cladophora codiola Zeller
- Cladophora coelothrix Kützing
- Cladophora cohaerens (Ruprecht) De Toni (Sans vérification)
- Cladophora colabensis Børgesen
- Cladophora colensoi Harvey
- Cladophora columbiana F.S.Collins
- Cladophora comatula Kützing (Sans vérification)
- Cladophora compacta (C.Meyer) C.Meyer (Sans vérification)
- Cladophora conferta P.L.Crouan & H.M.Crouan
- Cladophora confusa Hariot
- Cladophora congesta P.L.Crouan & H.M.Crouan
- Cladophora congesta Zanardini
- Cladophora conglomerata Pilger
- Cladophora congregata (C.Agardh) Kützing (Sans vérification)
- Cladophora constricta F.S.Collins
- Cladophora contexta Levring
- Cladophora contorta Zeller
- Cladophora corallicola Børgesen
- Cladophora corallinicola Sonder
- Cladophora cornuta Brand
- Cladophora crassicaulis P.L.Crouan & H.M.Crouan
- Cladophora crinalis Harvey
- Cladophora crinalis Kützing
- Cladophora crispula Vickers
- Cladophora cristata Kützing
- Cladophora crouani (Chauvin) P.L.Crouan & H.M.Crouan (Sans vérification)
- Cladophora crouanii G.Murray (Sans vérification)
- Cladophora crucigera Grunow
- Cladophora cymopoliae Børgesen
- Cladophora cymosa Kützing (Sans vérification)
- Cladophora dalmatica Kützing
- Cladophora dasyclada Meneghini (Sans vérification)
- Cladophora daviesii Harvey
- Cladophora debilis Kützing
- Cladophora demissa J.Agardh
- Cladophora densissima Kützing (Sans vérification)
- Cladophora dichlora Kützing (Sans vérification)
- Cladophora dichotomo-divaricata P.L.Crouan & H.M.Crouan
- Cladophora diffusa (Roth) Kützing (Sans vérification)
- Cladophora dilatata (Roth) Frauenfeld (Sans vérification)
- Cladophora diluta V.Martens (Sans vérification)
- Cladophora distans (Agardh) P.L.Crouan & H.M.Crouan (Sans vérification)
- Cladophora divergens Kjellman
- Cladophora dotyana W.J.Gilbert
- Cladophora dubia Kützing (Sans vérification)
- Cladophora dubia Schmidle (Sans vérification)
- Cladophora dusenii Brand
- Cladophora echinus (Biasoletto) Kützing
- Cladophora elmorei E.Y.Dawson
- Cladophora engelmanni Kützing (Sans vérification)
- Cladophora enomotoi C.Hoek & M.Chihara
- Cladophora enormis (Mont.) Kützing (Sans vérification)
- Cladophora erecta Collins (Sans vérification)
- Cladophora exigua Zeller
- Cladophora exilis Harvey (Sans vérification)
- Cladophora falklandica (J.D.Hooker & Harvey) J.D.Hooker & Harvey
- Cladophora fascicularioïdes P.L.Crouan & H.M.Crouan
- Cladophora feredayi Harvey
- Cladophora feredayoides Kraft & A.J.K.Millar
- Cladophora fertilis Askenasy
- Cladophora firma Kützing (Sans vérification)
- Cladophora flabelliformis (Jönsson) F.Bran (Sans vérification)
- Cladophora flagelliformis (Suhr) Kützing
- Cladophora flavescens (Roth) Kützing (Sans vérification)
- Cladophora flavo-virens Kützing
- Cladophora flavoalbida Kützing
- Cladophora flexuosa (O.F.Müller) Kützing
- Cladophora floccosa K.Meier (Sans vérification)
- Cladophora fluviatilis K.Möbius
- Cladophora forskalii Kützing (Sans vérification)
- Cladophora fracta (O.F.Müller ex Vahl) Kützing
- Cladophora fritschii P.Anand
- Cladophora fusca G.Martens
- Cladophora galegensis Montagne (Sans vérification)
- Cladophora gattyae Harvey (Sans vérification)
- Cladophora giraudyi Kützing (Sans vérification)
- Cladophora globosa (C.Agardh) Trevisan (Sans vérification)
- Cladophora globula (C.Meyer) C.Meyer (Sans vérification)
- Cladophora globulina (Kützing) Kützing
- Cladophora glomerata (Linnaeus) Kützing
- Cladophora gollmeriana Grunow
- Cladophora goweri A.H.S.Lucas
- Cladophora graeca Schiffner (Sans vérification)
- Cladophora graminea F.S.Collins
- Cladophora grandis Kützing (Sans vérification)
- Cladophora haligeniae P.L.Crouan & H.M.Crouan (Sans vérification)
- Cladophora hariotiana Howe (Sans vérification)
- Cladophora hauckii Børgesen
- Cladophora hawaiiana Tilden
- Cladophora herpestica (Montagne) Kützing
- Cladophora hesperia Setchell & N.L.Gardner
- Cladophora hilarii Greville
- Cladophora hochstetteri Grunow
- Cladophora hospita (Mertens ex Chamisso) Kützing
- Cladophora humida Brand (Sans vérification)
- Cladophora hunanensis C.C.Jao (Sans vérification)
- Cladophora hutchinsiae (Dillwyn) Kützing
- Cladophora hutchinsioides C.Hoek & Womersley
- Cladophora hyalina Kützing (Sans vérification)
- Cladophora hystrix (Strömfelt) De Toni (Sans vérification)
- Cladophora inclusa Børgesen
- Cladophora incompta (J.D.Hooker & Harvey) J.D.Hooker & Harvey
- Cladophora inconspicua G.S.West (Sans vérification)
- Cladophora incrustans Grunow (Sans vérification)
- Cladophora incrustata (Zanardini) Zanardini (Sans vérification)
- Cladophora incurvata Durairatnam (Sans vérification)
- Cladophora incurvata West & G.S.West (Sans vérification)
- Cladophora indica Martens (Sans vérification)
- Cladophora inops (Zanardini) Zanardini (Sans vérification)
- Cladophora intermedia (Foslie) De Toni (Sans vérification)
- Cladophora intertexta F.S.Collins
- Cladophora isaacii Simons
- Cladophora japonica Yamada
- Cladophora javanica Kützing (Sans vérification)
- Cladophora jongiorum Hoek
- Cladophora kamerunica Brand
- Cladophora kelanensis Grunow (Sans vérification)
- Cladophora kemariensis P.Anand
- Cladophora kilneri Sonder (Sans vérification)
- Cladophora kjellmaniana Wittrock (Sans vérification)
- Cladophora koeiei Børgesen
- Cladophora koiei Børgesen (Sans vérification)
- Cladophora kozhowii Zagorenko & Izhboldina (Sans vérification)
- Cladophora kursanovii Skabichevskij (Sans vérification)
- Cladophora kusnetzowii K.I.Meyer (Sans vérification)
- Cladophora laetevirens (Dillwyn) Kützing
- Cladophora lagunarun Schiffner (Sans vérification)
- Cladophora lehmanniana (Lindenberg) Kützing
- Cladophora leucobryoides Setchell (Sans vérification)
- Cladophora leucocoma Kützing (Sans vérification)
- Cladophora liebetruthii Grunow
- Cladophora liniformis Kützing
- Cladophora linnaei (Kützing) Kützing (Sans vérification)
- Cladophora longicellulata Hoek
- Cladophora lucens Kützing (Sans vérification)
- Cladophora luzoniensis V.Martens (Sans vérification)
- Cladophora lyngbyei Børgesen (Sans vérification)
- Cladophora macdougalii M.A.Howe
- Cladophora magellanica Ardissone
- Cladophora mamillata Leliaert
- Cladophora mammiformis (Montagne) Montagne
- Cladophora margaritifera Kützing (Sans vérification)
- Cladophora martensii Meneghini ex Kützing (Sans vérification)
- Cladophora merrifieldae R.Brown (Sans vérification)
- Cladophora mertensii Harvey (Sans vérification)
- Cladophora mexica P.L.Crouan & H.M.Crouan (Sans vérification)
- Cladophora meyerii Skabichevskij (Sans vérification)
- Cladophora michalensis O.C.Schmidt
- Cladophora microcladia Grunow (Sans vérification)
- Cladophora microcladioides F.S.Collins
- Cladophora minima (Foslie) De Toni (Sans vérification)
- Cladophora minima (Okada) Sakai (Sans vérification)
- Cladophora minisakaii C.Hoek & M.Chihara
- Cladophora minuta Dickie
- Cladophora minutula Reinhardt (Sans vérification)
- Cladophora mirabilis (C.Agardh) Rabenhorst
- Cladophora monilifornis Collins
- Cladophora montagneana Kützing
- Cladophora morrisiae Harvey (Sans vérification)
- Cladophora muscoides Meneghini ex Kützing (Sans vérification)
- Cladophora nana Wittrock (Sans vérification)
- Cladophora nigrescens Zanardini ex Frauenfeld
- Cladophora nipponica P.C.Silva
- Cladophora nitellopsis Børgesen
- Cladophora nordstedtii De Toni
- Cladophora nudiuscula (Zanardini) Zanardini
- Cladophora oedogonia (Montagne) Montagne (Sans vérification)
- Cladophora ohkuboana Holmes
- Cladophora okadae Sakai & Yoshida
- Cladophora oligoclada Harvey
- Cladophora oligocladoidea C.Hoek & M.Chihara
- Cladophora oligoclados Rabenhorst (Sans vérification)
- Cladophora opaca Sakai
- Cladophora ophiophila Magnus & Wille (Sans vérification)
- Cladophora ordinata (Børgesen) C.Hoek
- Cladophora pachyderma (Kjellman) Brand
- Cladophora pachyliebetruthii C.Hoek & M.Chihara
- Cladophora panamensis W.R.Taylor
- Cladophora pannosa G.Dickie (Sans vérification)
- Cladophora papenfussii Pham-Hoàng Hô
- Cladophora parriaudii van den Hoek
- Cladophora parvula K.Möbius
- Cladophora patentiramea (Montagne) Kützing
- Cladophora pectinata (Zanardini) Frauenfeld (Sans vérification)
- Cladophora pectinella Grunow
- Cladophora pellucida (Hudson) Kützing
- Cladophora pellucidoidea Hoek
- Cladophora penicillioides C.Hoek & M.Chihara
- Cladophora perpusilla Skottsberg & Levring
- Cladophora peruviana (W.R.Taylor) E.Y.Dawson, Acleto & Foldvik
- Cladophora philippinensis Manza (Sans vérification)
- Cladophora physarthra Kützing (Sans vérification)
- Cladophora pinnata G.Dickie (Sans vérification)
- Cladophora pinnulata Solimabi & Das (Sans vérification)
- Cladophora piscinae Collins & Hervey
- Cladophora pithophoroides Phinney (Sans vérification)
- Cladophora polaris Harvey (Sans vérification)
- Cladophora polyacantha (Montagne) Montagne (Sans vérification)
- Cladophora prasina Harvey (Sans vérification)
- Cladophora prehendens Kraft & A.J.K.Millar
- Cladophora prolifera (Roth) Kützing
- Cladophora prolixa (Montagne) De Toni
- Cladophora pseudobainesii Hoek & Searles
- Cladophora pseudorupestris Hoek
- Cladophora pseudosericea P.L.Crouan & H.M.Crouan (Sans vérification)
- Cladophora pseudostruveoides Kraft & A.J.K.Millar
- Cladophora pulvinata (C.Meyer) C.Meyer (Sans vérification)
- Cladophora punaensis Tilden (Sans vérification)
- Cladophora pura Kützing
- Cladophora putealis Kützing (Sans vérification)
- Cladophora putealis Meneghini (Sans vérification)
- Cladophora putealis Nave ex Holzinger (Sans vérification)
- Cladophora pygmaea Reinke
- Cladophora quisumbingii Manza
- Cladophora raciborski Gutwinski (Sans vérification)
- Cladophora radians Kützing (Sans vérification)
- Cladophora radiosa (Suhr) Kützing
- Cladophora ramosa "Menegh." (Sans vérification)
- Cladophora ramosa Kützing (Sans vérification)
- Cladophora rechingeri Reinbold
- Cladophora refracta Kützing
- Cladophora retroflexa (Bonnemaison ex P.L.Crouan & H.M.Crouan) G.Hamel
- Cladophora rhizobrachialis C.C.Jao (Sans vérification)
- Cladophora rhizoclonioidea Hoek & Womersley
- Cladophora rhizoplea Kjellman
- Cladophora rhodolithicola Leliaert
- Cladophora rigidula Collins & Hervey
- Cladophora riparia Hassall (Sans vérification)
- Cladophora rivularis (Linnaeus) Hoek
- Cladophora ruchingeri (C.Agardh) Kützing
- Cladophora rudolfina (C.Agardh) Harvey (Sans vérification)
- Cladophora rugulosa G.Martens
- Cladophora rupestris (Linnaeus) Kützing
- Cladophora sabulosa Lyon (Sans vérification)
- Cladophora sacculifera Kützing (Sans vérification)
- Cladophora sagraeana Montagne (Sans vérification)
- Cladophora sakaii I.A.Abbott
- Cladophora samoensis Grunow
- Cladophora sandrii (Zanardini) Frauenfeld (Sans vérification)
- Cladophora saracenica Børgesen
- Cladophora saviniana Børgesen
- Cladophora savoeana Reinbold
- Cladophora saxatilis (Ruprecht) De Toni (Sans vérification)
- Cladophora scopiformis (Ruprecht) Collins, Holden, & Setchell (Sans vérification)
- Cladophora scopiformis (Ruprecht) Harvey (Sans vérification)
- Cladophora secunda Kützing (Sans vérification)
- Cladophora senegalensis De Toni
- Cladophora senescens (Kützing) Kützing (Sans vérification)
- Cladophora senta F.Brand (Sans vérification)
- Cladophora sericea (Hudson) Kützing
- Cladophora sericioides Børgesen
- Cladophora shensiensis C.C.Jao (Sans vérification)
- Cladophora sibogae Reinbold
- Cladophora siwaschensis C.Meyer
- Cladophora socialis Kützing
- Cladophora speciosa Sakai
- Cladophora spinigera (Montagne) Montagne (Sans vérification)
- Cladophora spongophila Koorders (Sans vérification)
- Cladophora spongopsimorpha Reinhardt (Sans vérification)
- Cladophora stewartensis F.Brand
- Cladophora stimpsonii Harvey
- Cladophora stolonifera (Kjellman) Batters (Sans vérification)
- Cladophora striata Schmidle (Sans vérification)
- Cladophora striolata Kützing
- Cladophora subglomerata Kützing (Sans vérification)
- Cladophora submarina P.L.Crouan & H.M.Crouan
- Cladophora subnitida Schiffner
- Cladophora subsimplex Kützing
- Cladophora subtilis (Kützing) P.L.Crouan & H.M.Crouan (Sans vérification)
- Cladophora subvaricosa G.DIckie
- Cladophora suhriana Kützing
- Cladophora sumbawensis Sonder (Sans vérification)
- Cladophora surera E.R.Parodi & E.J.Cáceres
- Cladophora tenella Kützing (Sans vérification)
- Cladophora tenuior (Børgesen) Woronichin (Sans vérification)
- Cladophora teterochloa Kützing (Sans vérification)
- Cladophora teusmannii Kützing
- Cladophora theotonii O.C.Schmidt
- Cladophora thermalis P.L.Crouan & H.M.Crouan (Sans vérification)
- Cladophora thwaitesii Harvey
- Cladophora tiburonensis E.Y.Dawson
- Cladophora tietkensi Sonder (Sans vérification)
- Cladophora tildenii F.Brand (Sans vérification)
- Cladophora timorensis G.Martens
- Cladophora tomentosa Suringar
- Cladophora tondanensis V.Martens (Sans vérification)
- Cladophora traillii (Batters) Batters (Sans vérification)
- Cladophora tranquebariensis (Roth) Kützing
- Cladophora trinitatis Kützing
- Cladophora tropica P.L.Crouan & H.M.Crouan
- Cladophora tuberosa Ky1in
- Cladophora uberrima Lambert (Sans vérification)
- Cladophora vadorum (Areschoug) Kützing
- Cladophora vaga Kützing (Sans vérification)
- Cladophora vagabunda (Linnaeus) Hoek
- Cladophora valonioides (Sonder) Kützing
- Cladophora vandenhoekii J.N.Norris & J.L.Olsen
- Cladophora vaucherioides Wolle (Sans vérification)
- Cladophora vaughanii Børgesen
- Cladophora veneta (Zanardini) Zanardini (Sans vérification)
- Cladophora verticillata Kützing
- Cladophora villosa Kützing (Sans vérification)
- Cladophora viminea (Ruprecht) De Toni (Sans vérification)
- Cladophora viminea (Ruprecht) Harvey (Sans vérification)
- Cladophora virgatula Grunow
- Cladophora virgulata Grunow (Sans vérification)
- Cladophora viridifusca (Montagne) Montagne
- Cladophora warburgii Schmidle (Sans vérification)
- Cladophora weitzenbaurii O.C.Schmidt (Sans vérification)
- Cladophora weizenbaurii O.C.Schmidt
- Cladophora willeelloides Kraft & A.J.K.Millar
- Cladophora woollsii Sonder
- Cladophora wormskioldii (Mertens) Kützing (Sans vérification)
- Cladophora woronichinii Hollerbach (Sans vérification)
- Cladophora wrightiana Harvey

### Espèces retirées du genre
- Pour Cladophora aegagropila (L.) Rabenh., voir Aegagropila linnaei Kütz.

## Utilisation
Les thalles compressés et séchés de Cladophora sont consommés au Laos sous le nom de Kaipen, sous forme de fines feuilles découpées en rectangle et ressemblant à du nori,. 

### Ressources taxonomiques
- (en) AlgaeBase : genre Cladophora Kützing, 1843 (consulté le 5 avril 2014)
- (en) Catalogue of Life : Cladophora Kützing, 1843 (consulté le 8 janvier 2025)
- (en) FloraBase (Australie-Occidentale) : classification Cladophora (+ photos + répartition + description) (consulté le 18 avril 2013)
- (fr + en) ITIS : Cladophora Kützing, 1843 (consulté le 18 avril 2013)
- (en) NCBI : Cladophora (taxons inclus) (consulté le 18 avril 2013)
- (en) WoRMS : Cladophora Kützing, 1843 (+ liste espèces) (consulté le 18 avril 2013)